# Abu'l Hasan Muhammad Ibn Yusuf al-'Amiri
Abu al-Hassan Muhammad ibn Yusuf al-Amiri (árabe: أبو الحسن محمد ابن يوسف العامري) (fallece en 992) fue un teólogo y filósofo musulmán persa, que intentó reconciliar la filosofía con la religión, y el Sufismo con el Islam convencional. Aunque al-'Amiri creía que las verdades reveladas del Islam eran superiores a las conclusiones lógicas de la filosofía, él sostenía que una no contradecia a la otra. En forma sistemática Al-'Amiri buscó campos de acuerdo y síntesis entre sectas islámicas dispares. Sin embargo, creía que el islam era moralmente superior a las otras religiones, en particular el Zoroastrianismo y el Maniqueismo.
Al-Amiri fue el filósofo musulmán más prominente que siguió la tradición de Kindi en filosofía islámica. Fue contemporáneo de Ibn Miskawayh y su amigo, y vivió en una época entre Al-Farabi e Ibn Sina.

## Vida y educación
Abu'l Hasan Muhammad ibn Yusuf al-'Amiri nació en Nishapur, Jorasan, en lo que actualmente es territorio de Irán. Comenzó su carrera bajo la tutela Abu Zayd al-Balkhi en Khurasan, antes de trasladarse a Rey y finalmente recalar en Bagdad. En Bagdad tuvo la oportunidad de relacionarse con destacados intelectuales del siglo X tales como al-Tawhidi e Ibn Miskawayh.
Al 'Amiri se retiró a Bujara, donde tuvo acceso a la biblioteca Samani, y fallece en el 992 en Nishapur. Él creía que la filosofía no estaba en contradicción con las enseñanzas del Islam. Trató de enfocar y basar sus creencias tanto en la filosofía como en el islam. Sin embargo muchas personas creían que las enseñanzas y creencias emanadas de la filosofía son muy distintas de las enraizadas en el islam o las provenientes de otras culturas. Abu'l Hasan Muhammad Ibn Yusuf al-'Amiri sostuvo que la verdad revelada debe ser superior a la filosofía. Sus creencias también tenían en cuenta el aporte de los griegos. Abu'l Hasan Muhammad Ibn Yusuf al-'Amiri creía que los griegos no tenían la última palabra ya que como sociedad no contaban con un profeta que hubiera expresado los temas de manera concluyente. El principal objetivo de Abu'l Hasan Muhammad Ibn Yusuf al-'Amiri's fue defender el islam contra una forma de filosofía que era considerada independiente de la revelación.

## Obras filosóficas
Al 'Amiri escribió las siguientes obras de naturaleza filosófica:
- al-I'lam bi manaqib al-Islam (Una exposición de los méritos del Islam)
- Inqadh al-bashar min al jahr wa'l-qadar (Disquisiciones sobre el problema de la predestinación y el libre albedrío). Aquí al-'Amiri intenta resolver el problema del libre albedrío mediante la aplicación de principios aristotélicos.
- al-Taqrir li-awjuh al-taqdir (La determinación de varios aspectos de la predestinación) al-'Amiri continúa tratando el problema del libre albedrío.